# Silvia Roche
Silvia Jaeger Cordero (Imperio alemán, 4 de noviembre de 1940) es una productora, escritora, compositora para teatro, cine, televisión y radio. Fue la creadora de la serie infantil mexicana Odisea Burbujas.

## Trayectoria
Realizó estudios de psicopedagogía en Alemania, y de filosofía y letras en Francia. Inició su carrera como escritora publicando cinco libros de cuentos para niños (1974-1978). En 1978 fue nombrada directora de programación infantil de la XEW.
En enero de 1979 inició la transmisión, por la XEW, del programa de radio Burbujas, donde mediante comedia y música tocaba de manera didáctica temas de historia, literatura, ecología, astronomía, prevención de accidentes, nutrición, etc. El programa tenía como personajes al Profesor A.G. Memelovsky, Patas Verdes, Mimoso Ratón, Mafafa Musguito, Pistachón Zig-Zag y Ecoloco. Seis meses después, el 22 de julio de 1979, se estrenó por Canal 2 Odisea Burbujas, serie de aventuras con los mismos personajes, adaptada a televisión y la cual estaría al aire durante 7 años. .
En 1985 fue nombrada titular de la Dirección Infantil de Televisa. Es creadora de más de 120 personajes.
En agosto de 2018, Roche revivió a los personajes de Burbujas para la serie de 26 episodios bautizada como Planeta Burbujas, difundido esta vez por Canal Once, televisora del Instituto Politécnico Nacional (IPN).

### Obra

#### Televisión y radio
Pepina Oruga, Tesoro del Saber, Super - Ondas, Foro loco, Club Burbujas, Los Mausis, Musicalitrónico, Agencia S.O.S. S.A., Frente a la vida, Salud Total y El reto de ser padres.

#### Teatro
No vuelvo a comer higos, Burbu Rock, Burbujas en la feria, Confeti y jabón, Burbujas y el Mago de Oz y Vamos al circo.

#### Guiones cinematográficos
Katy la Oruga y Katy, Kiki y Koko.

#### Spots para campañas
Contra abuso y violencia infantil - Cuídate a ti mismo y Cuenta hasta 10.

#### Discos musicales
Burbujas (1979) y Odisea Burbujas (1980).

## Reconocimientos
- Premio Nacional de Literatura Infantil y Juvenil Castillo por su obra El Huevo azul
- Premio Nacional de Teatro Infantil
- Premio Hans Christian Andersen
- Premio Ondas
- Premio Nacional de Literatura Infantil
- Calendario Azteca de oro
- Premio Leyenda en los Kids Choice Awards 2010' de Nickelodeon.[8]